# Нгуєн Зу
Нгуєн Зу, або Нгуен Зу (в'єт. Nguyễn Du, 1765–1820, літературні псевдоніми — То Ньї (Tố Như) і Тхань Хьєн (Thanh Hiên)) — великий в'єтнамський поет, що писав письмом тьи-ном. Найвідоміший як автор епічної поеми «Страждання понівеченої душі» (в'єт. Đoạn Trường Tân Thanh) більш відомої як «Поема про Кьєу» (в'єт. Truyện Kiều) або просто «Кієу». У більшості в'єтнамських міст є центральні вулиці, названі на його честь.

## Біографія

### Юність
Нгуєн Зу народився у 1765 році у Тханглонзі, на вулиці Бітькау (в'єт. Bích Câu), у сім'ї колишнього міністра при Ле на ім'я Нгуєн Нгієм (Nguyễn Nghiễm). Нгуєн Зу був сьомою дитиною у сім'ї, і, втративши батьків до 13 років, жив то з братом Нгуєн Кханом (Nguyễn Khản), то з чоловіком сестри Доан Нгуєн Туан (Đoàn Nguyễn Tuấn).
У 19 років (за іншими даними — у 17) Нгуєн Зу склав іспити і отримав звання ту тай (tú tài), яке при грубому наближенні можна прирівняти до ступеня бакалавра, хоча за часів Нгуєн Зу набагато менше людей займалися самоосвітою, а стандарти були вищі.
Мати Нгуєн Зу була третьою дружиною його батька, була відома своїми талантами у співі і творі віршів. Вона заробляла на життя співом, що вважалося непрестижним.

### Зрілість
Склавши іспити, Нгуєн Зу отримав посаду військового аташе в імператорській армії. Князі Чінь були розбиті 1786 року Нгуєном Хюе (середній, найбільш талановитий і популярний з братів-тейшонів). Нгуєн Зу відмовився служити тейшонській адміністрації. Його заарештували і тримали в ув'язненні, а потім відправили у рідне село. Незважаючи на це, є свідчення того, що Нгуєн Зу їздив у гості до брата, який служив у тейшонів.
Коли Зя Лонг придушив тейшонське повстання і відновив контроль над В'єтнамом у 1802 році, Нгуєн Зу погодився служити при дворі, від чого відмовилися багато мандаринів, вважаючи, що не повинно служити двом династіям. Спочатку Зу поновили на посаді аташе, а через 10 років у 1813 році підвищили до посла у Китаї. У Китаї Нгуєн Зу знаходить і переводить оповідь часів династії Мін під назвою «Цзінь, Юнь і Цяо» (в'єт. Kim Vân Kiều або «Кім, Ван і Кієу»), невідомого китайського автора під псевдонімом Цінсінь Цайжень (в'єт. Thanh Tâm Tài Nhân) («Талановита людина з молодою душею», (в'єт. Thanh Tâm Tài Nhân), яка пізніше стане основою для твору «Страждання понівеченої душі». Пізніше Зу направили з двома дипломатичними місіями у Пекін, але у другу він не потрапив, оскільки помер від тривалої хвороби, яку відмовлявся лікувати.

## Страждання понівеченої душі
У Стражданнях Нгуєн Зу висловлює критичні судження про китайську конфуціанську мораль: любовному зв'язку двох головних героїв заважає відданість героїні сімейній гідності. Для розуміння сюжету необхідно враховувати контекст створення поеми: Зу вважав себе зрадником, прийнявши посаду у Нгуєнів.
«Страждання» настільки популярні у В'єтнамі, що навіть неписьменні селяни можуть читати їх напам'ять.

## Інші роботи
- «Подорожі на північ» (в'єт. Bắc Hành Tạp Lục)
- Điêu la thành ca giả,
- Long thành cầm giả ca,
- Mộng đắc thái liên,
- Nam Trung Tạp Ngâm,
- Ngẫu hứng V,
- Ngô gia Đệ cựu ca cơ,
- Thác lời trai phường nón,
- Thanh Hiên thi tập,
- Văn chiêu hồn.

Нгуєн Зу писав також і китайською мовою.